# ملایم (ترانه)
«ملایم» تک‌آهنگی از سانتانا، است که در ۲۹ ژوئن ۱۹۹۹ منتشر شد. این ترانه سه جایزه گرمی برنده شد منجمله ترانه سال و ضبط سال.
این تک‌آهنگ در چارت‌های استرالیا، اتریش، جزو ده ترانه اول قرار گرفت. همچنین در آمریکا جز پرفروش‌ترین ترانه‌های دهه ۱۹۹۰ و ۲۰۰۰ بود. مجله بیلبورد در فهرست موفق‌ترین ترانه‌ها «ملایم» را در رده دوم قرار داد.